# Atak pająków
Atak pająków (ang. Eight Legged Freaks) – amerykański horror komediowy z 2002 roku.

## Opis fabuły
W pobliżu niewielkiego górniczego miasteczka w USA z ciężarówki wiozącej chemikalia, wypada jej zawartość i przedostaje się do miejskiego stawu. Mieszkający w pobliżu hodowca egzotycznych pająków nieświadomy niczego karmi swoje pająki świerszczami nafaszerowanymi chemikaliami z ciężarówki. Wkrótce jego pająki zaczynają przybierać ogromne rozmiary, by wreszcie zaatakować.

## Obsada
- David Arquette – Chris McCormick
- Kari Wuhrer – Sam Parker
- Scott Terra – Mike Parker
- Scarlett Johansson – Ashley Parker
- Doug E. Doug – Harlan
- Leon Rippy – Wade
- Rick Overton – Pete
- Matt Czuchry – Bret
- Roy Gaintner – Floyd
- Tom Noonan – Joshua Taft